# Киноосень
Кинофестиваль национального кино «Киноосень» (Киноашун) — ежегодный армянский кинофестиваль национального кино, традиционно проходящий осенью. Организован Национальным киноцентром Армении, при поддержке Министерства культуры РА

## История
Фестиваль был организован Национальным киноцентром Армении, при поддержке Министерства культуры РА.
По словам директора Национального киноцентра  Геворка Геворкяна цель «Киноосени» - не только восстановить связь между зрителем и кино, но и представить зрителю современные армянские фильмы. Он отметил, что с этих пор октябрь будет объявлен месяцем национального кино и «Киноосень» ежегодно будет проводиться как в столице, так и в областях республики.
В свою очередь министр культуры Армении Асмик Погосян заявила:
Рада, что сегодня у нас закрепляется добрая традиция. С этих пор мы знаем, что осенью будем приобщаться к явлению под названием «кино». Кино - это история любого народа, это его память, а также будущее
Мэр столицы Гагик Бегларян, отметил, что «Киноосень» станет прекрасной возможностью для ознакомления армянской молодежи с национальным кино.
Музыкант Ара Геворгян говоря о фестивале, отметил, что 
У нас большое культурное наследие, с которым сегодняшняя молодежь никак не соприкасается. Они не видели, не знают нашего, поэтому и увлекаются чужой культурой. МЫ должны демонстрировать лучшее из своего, чтобы они могли различать плохое
Первый фестиваль прошёл в Ереване и областях Армении с 11 октября по 10 ноября 2010 года. В рамках программы были представлены фильмы армянского производства, как современные, так и снятые в советский период. Также во время фестиваля прошли юбилейные мероприятия, посвященные деятелям армянского кино, круглые столы и семинары.
Второй фестиваль национального кино приуроченный к 20-летию независимости Армении,  прошёл с 24 сентября по 28 октября 2011 года, под  патронажем президента Армении Сержа Саргсяна. В отличие от фестиваля 2010 года, показы фильмов которого прошли лишь в нескольких областях республики, фильмы второго фестиваля  посмотрели жители всех десяти областей Армении. В рамках кинофестиваля праздновались юбилеи выдающихся армянских кинематографистов Дмитрия Кесаянца и Овика Ахвердяна, а также  презентации 3 книг.

### Проведённые кинофестивали
- Киноосень 2010
- Киноосень 2011